# Тетива
Тетива — річка в Україні, права притока річки Снов. Басейн Дніпра. Довжина 32 км. Площа водозбірного басейну 302 км². Похил 2,2 м/км. Долина коритоподібна. Заплава двостороння, заболочена, меліорована. Річище звивисте, шириною 3—6 м, глибиною до 1,5 м, протягом 20 км
каналізоване. Використовується як водоприймач осушувальної системи. 
Бере початок біля с. Лемешівка. Тече по території Городнянського, Сновського районів Чернігівської області. 

## Притоки
- Вербча (права).